# Tălmaciu
Tălmaciu (în dialectul săsesc Talmesch, germană Talmesch, Tolmisch, Gross Talmatsch, maghiară Nagy-Talmács, Nagytalmács, Talmács) este un oraș în județul Sibiu, Transilvania, România, format din localitatea componentă Tălmaciu (reședința), și din satele Colonia Tălmaciu și Tălmăcel.
Orașul, cu o populație de 6.905 locuitori, se află la o distanță de 18 kilometri de municipiul Sibiu, în direcția Râmnicu Vâlcea, pe drumul național 7 și pe linia de cale ferată care leagă Transilvania de Oltenia. Localitatea este străbătută de râul  Cibin (afluent al  Oltului) și de râul  Sadu, afluent al Cibinului.

## Denumirea
Potrivit mai multor istorici, numele localității este amintirea numelui unui trib peceneg, talmaci.

## Istorie

### Antichitate
Așezarea sa în apropierea defileului Oltului i-a marcat istoria. Pe raza localității, la  Boița,  romanii au construit un castru puternic,  Caput Stenarum, care păzea ieșirea din trecătoarea drumului alutan ce ducea spre Cedonia, Ocna Sibiului și Apulum.

### Evul Mediu
Tot pentru dominarea defileului, regii Ungariei au construit cetatea Landeskrone (în germană Coroana țării) pe dealul din vestul localității, în apropierea șoselei Sibiu – Râmnicu Vâlcea.
Așezarea este atestată documentar în 1265 drept Tholmach.

### Evoluția statutului administrativ

Tălmaciu în Harta Iosefină a Scaunului filial al Tălmaciului, 1769-1773

După colonizarea sașilor, Tălmaciu devine centrul  scaunului românesc cu același nume, cuprinzând localitățile  Tălmăcel, Boița,  Turnu Roșu,  Racovița,  Sebeșu de Jos și Plopi (astăzi dispărut). Din 1453, Scaunul Tălmaciului și cel al  Săliștei au fost încorporate  Scaunului Sibiului, ca subunități administrativ-teritoriale subordonate acestuia, până la desființarea  Universității Săsești (instituția națională a sașilor), după instaurarea  dualismului austro-ungar. Din 1987 comuna Tălmaciu este oraș.

### Importanța strategică
Fiind un punct obligatoriu de trecere spre sudul Carpaților Meridionali, Tălmaciu a fost martorul a numeroase evenimente războinice. Pe aici au trecut romanii în timpul  războaielor daco-romane. Multe incursiuni  otomane spre Transilvania s-au derulat pe aceeași rută. Lânga Tălmaciu s-au regrupat trupele lui Mihai Viteazul, în 1599, înaintea  Bătăliei de la Șelimbăr. În 1848, lângă Tălmaciu, au avut loc lupte între trupele  țariste și armata generalului  Bem, pentru controlul defileului, iar în 1916 teritoriul localității a fost teatrul operațiunilor militare ale  Armatei Române în Bătălia Sibiului.

### Perioada interbelică
Conform Dicționarului Transilvaniei, Banatului și al  Tinuturilor Alipite (1921), suprafața localității era de 13.557 iugăre  cadastrale. Numărul locuitorilor în 1910: 1284; în 1920: 1269, dintre care 159 români, 301 sași și șvabi, 738 germani, 7 evrei, 64 de alte etnii; numărul caselor: 193. Localitatea Tălmaciu beneficia în acea perioadă de: secretariat comunal, judecătorie cercuală (de ocol), preceptorat al tribunalului Sibiu, post de  jandarmi, filială locală de poștă și telegrafie (PTTR), gară CFR și o  circumscripție sanitară rurală.

## Politică și administrație
Orașul Tălmaciu este administrat de un primar și un consiliu local compus din 15 consilieri. Primarul, Ioan Oancea[*], de la Partidul Național Liberal, este în funcție din octombrie 2020. Începând cu alegerile locale din 2024, consiliul local are următoarea componență pe partide politice:
|  | Partid                    | Consilieri | Componența Consiliului | Componența Consiliului | Componența Consiliului | Componența Consiliului | Componența Consiliului | Componența Consiliului | Componența Consiliului | Componența Consiliului | Componența Consiliului |
|  | ------------------------- | ---------- | ---------------------- | ---------------------- | ---------------------- | ---------------------- | ---------------------- | ---------------------- | ---------------------- | ---------------------- | ---------------------- |
|  | Partidul Național Liberal | 9          |                        |                        |                        |                        |                        |                        |                        |                        |                        |
|  | Partidul Social Democrat  | 4          |                        |                        |                        |                        |                        |                        |                        |                        |                        |
|  | Alianța Dreapta Unită     | 2          |                        |                        |                        |                        |                        |                        |                        |                        |                        |

## Obiective turistice

### Cetatea Tălmaciu
Ruinele cetății construite la 1370 se află la sud de oraș, pe un deal ce domină trecerea spre defileul Oltului. A făcut parte din sistemul de apărare a sud-estului Transilvaniei. În două rânduri dispun regii Ungariei demolarea cetății, Vladislav în 1453 și Matia Corvin în 1489, ordinul nefiind respectat, din moment ce în anul 1535 zidurile oferă protecție armatei conduse de Ștefan Mailath.

## Primarii orașului
- 1990-1992 - Moroianu Mihail - Radu
- 1992 - 1996 - Popa Constantin
- 1996[5] - 2000 - Crețu Mircea-Dorin, de la CDR
- 2000[6] - 2004 - Crețu Mircea Dorin, de la CDR
- 2004[7] - 2008 - Barbu Constantin, de la PSD
- 2008[8] - 2012 - Barbu Constantin, de la PSD
- 2012[9] - 2016 - Constantin Barbu, de la USL
- 2016[10] - 2020 - Basarabă Petru-Nicolae, de la PSD
- 2020 - 2024 - Oancea Ioan, de la PNL

## Personalități născute aici
- Adolf Armbruster (1941-2001), istoric
- Visarion Bălțat (n. 1959), episcop ortodox de Tulcea

## Imagini

Relieful zonei Tălmaciu: panoramic
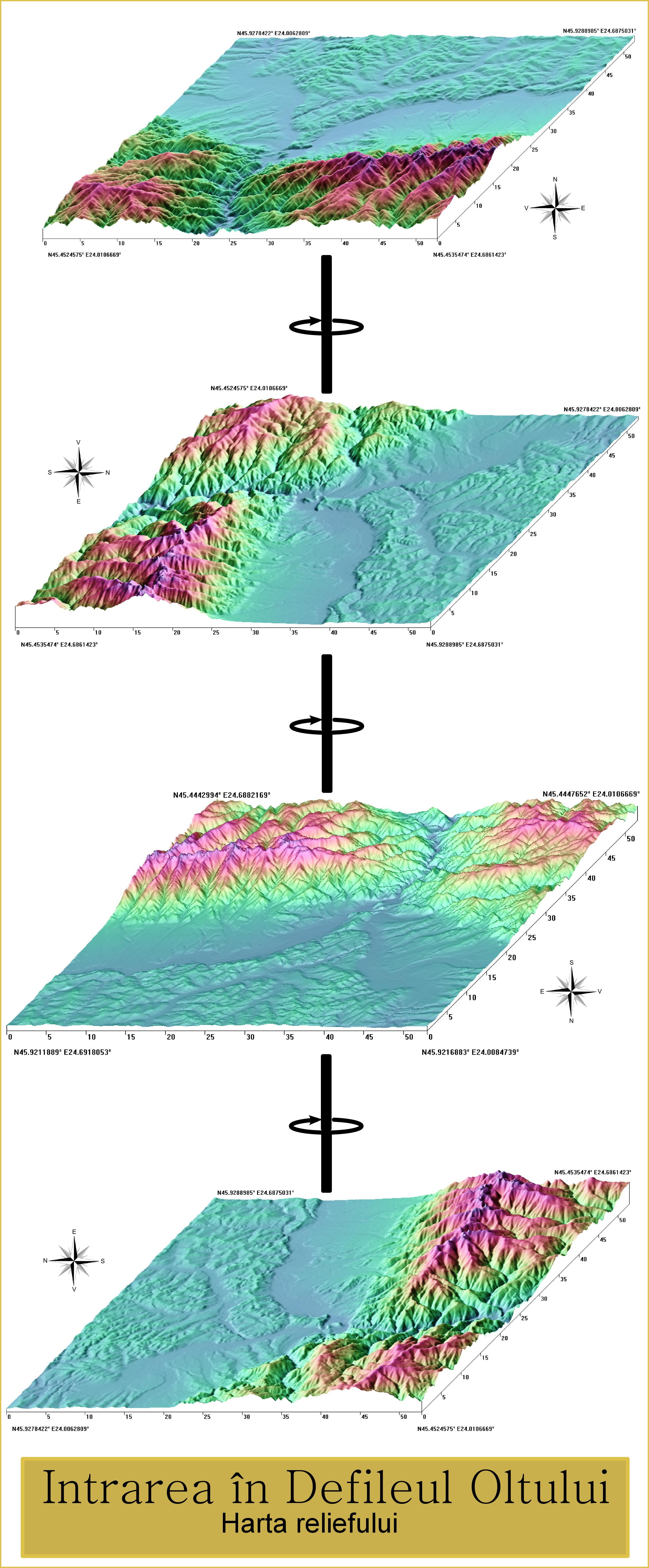
Relief: harta zonei de intrare a Oltului în defileu
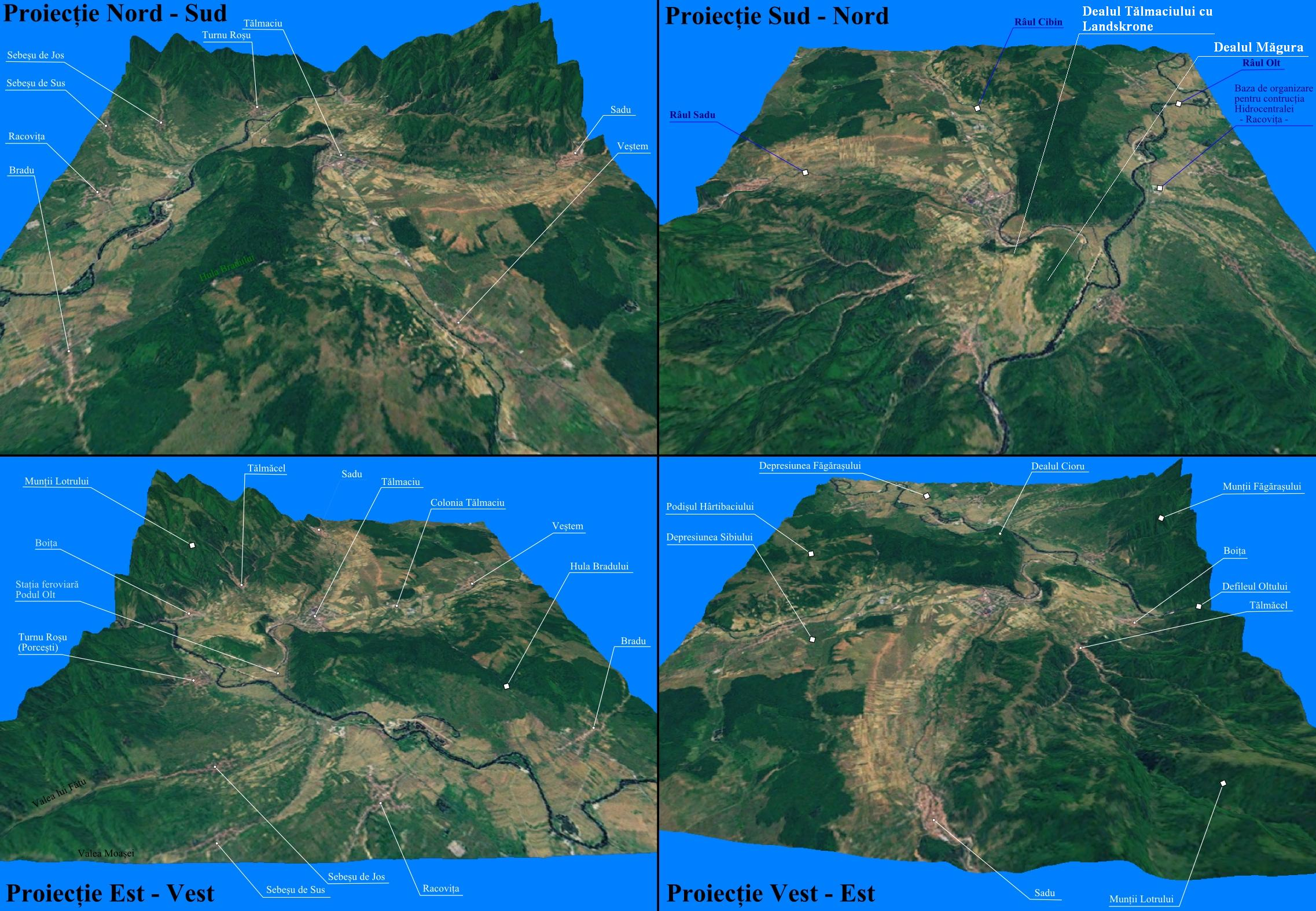
Relief: intrarea Oltului in defileu, prelucrare 3D
Scaunul filial al Tălmaciului în sec. XV, hartă schematică cu localități
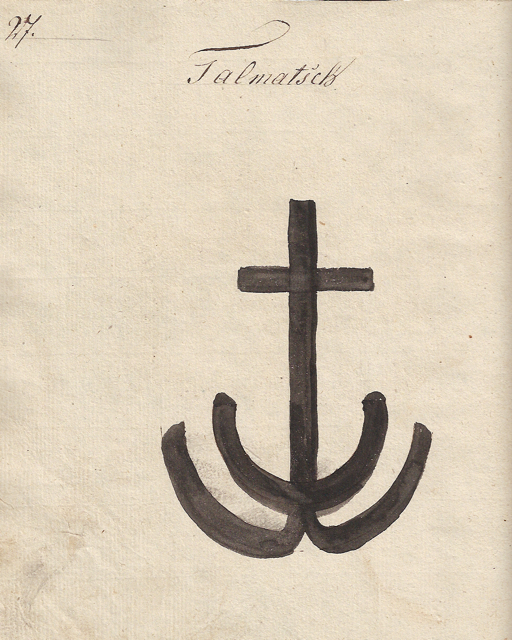
1826, danga pentru vitele din Tălmaciu

## Demografie
Componența etnică a orașului Tălmaciu
     Români (84,15%)
     Romi (2,68%)
     Alte etnii (0,51%)
     Necunoscută (12,67%)
Componența confesională a orașului Tălmaciu
     Ortodocși (82,49%)
     Creștini după evanghelie (1,56%)
     Alte religii (2,32%)
     Necunoscută (13,62%)
Conform recensământului efectuat în 2021, populația orașului Tălmaciu se ridică la 6.711 locuitori, în scădere față de recensământul anterior din 2011, când fuseseră înregistrați 6.905 locuitori. Majoritatea locuitorilor sunt români (84,15%), cu o minoritate de romi (2,68%), iar pentru 12,67% nu se cunoaște apartenența etnică. Din punct de vedere confesional, majoritatea locuitorilor sunt ortodocși (82,49%), cu o minoritate de creștini după evanghelie (1,56%), iar pentru 13,62% nu se cunoaște apartenența confesională.
| Tălmaciu - evoluția demografică 0200040006000800010.0001850189019101930195619772002populațiePopulația istorică din Tălmaciu Date: Recensăminte sau birourile de statistică - grafică realizată de Wikipedia |